# Rolf Bühner
Rolf Bühner (* 7. August 1944 in Bartenbach) ist emeritierter Professor an der Universität Passau. Er hatte den Lehrstuhl für Betriebswirtschaft mit den Schwerpunkten Organisation (betriebswirtschaftliche Organisationslehre) und Personalwesen inne.

## Beruflicher Werdegang
Bühner studierte bis 1970 Betriebswirtschaftslehre an der Ludwig-Maximilians-Universität, München und war danach wissenschaftlicher Mitarbeiter von Prof. Dr. Friedrich Hoffmann an der Universität Augsburg. 1978 erhielt er seine Promotion (Dr. rer. pol.) und habilitierte sich an der dortigen wirtschafts- und sozialwissenschaftlichen Fakultät. Nach Auslandsaufenthalten sowie einer Lehrstuhlvertretung erhielt er 1980 den Ruf auf den Lehrstuhl für Betriebswirtschaftslehre mit Schwerpunkt Organisation und Personalwesen an der Universität Passau. Dieser ist er trotz mehrfacher Rufe anderer führender Universitäten treu geblieben. Er emeritierte zum Sommersemester 2010.

### Forschung
Seine Forschungsschwerpunkte liegen insbesondere in den Bereichen
- Strategie und Organisation
- Personalmanagement und Qualitätsmanagement.
- Unternehmensbewertung und Unternehmensrestrukturierungen
- Shareholder Value

Eine Besonderheit des Lehrstuhls ist die bereits 1996 erfolgte, jedoch nicht verlängerte Zertifizierung nach DIN EN ISO 9001.

## Publikationen
- Veröffentlichungsverhalten bei finanziellen Restrukturierungen, in: Kürsten, W./Nietert, B. (Hrsg.): Kapitalmarkt, Unternehmensfinanzierung und rationale Entscheidungen. Festschrift für Jochen Wilhelm, Springer Verlag, Berlin-Heidelberg 2006, S. 223–244 (zus. mit S. Krenn).
- Mitarbeiterfähigkeiten strategieorientiert entwickeln, in: QZ, 49. Jg., 12/2004, S. 22–25 (zus. mit T. Träger).
- Legitimität und Innovation – Einführung wertorientierten Managements in Deutschland, Schmalenbachs Zeitschrift für betriebswirtschaftliche Forschung (ZfbF), 56. Jg., 12/2004, S. 715–736 (zus. mit P. Stiller und A. Tuschke).
- Aktienmarktreaktionen auf die Ankündigungen von Spin-offs und Sell-offs, in: Schmalenbachs Zeitschrift für betriebswirtschaftliche Forschung (ZfbF), 55. Jg., 7/2003, S. 657–677 (zus. mit J. Digmayer).
- Wertorientiertes Controlling im Spannungsfeld zwischen Effizienz und Legitimität, in: Macharzina, K./Neubürger, H.-J. (Hrsg.): Wertorientierte Unternehmensführung, Kongress-Dokumentation, 55. Deutscher Betriebswirtschafter-Tag 2001, Schmalenbach-Gesellschaft für Betriebswirtschaft e.V., Schäffer-Poeschel Verlag, Stuttgart 2002, S. 233–246.
- Fusionen aus betriebswirtschaftlicher Sicht, in: Franz, W./Ramser, H.J./Stadler, Manfred: Fusionen, Wirtschaftswissenschaftliches Seminar Ottobeuren, Bd. 31, Mohr Siebeck Verlag, Tübingen 2002, S. 53–65.
- Mitarbeiterführung im Dienstleistungsunternehmen, in: M. Bruhn / H. Meffert (Hrsg.): Handbuch Dienstleistungsmanagement, 2. Aufl., Gabler Verlag, Wiesbaden 2001, S. 733–750.
- Führen mit Kennzahlen. Führungs-Scorecard in Verbindung mit dem EFQM-Modell bringt kontinuierliche Verbesserung, in: QZ, 45. Jg., 2/2000, S. 155–158 (zus. mit D. Akitürk)
- Die Mitarbeiter mit einer Scorecard führen, in: Harvard Business Manager, 22. Jg., 4/2000, S. 44–53 (zus. mit D. Akitürk)
- Governance Costs, Determinants, and Size of Corporate Headquarters, in: Schmalenbach Business Review, Jg. 52, 2/2000, S. 160–181